# Entaza
V arhitekturi, entaza pomeni uporabo konveksne krivulje na površini arhitekturnega elementa, v estetske namene. Njena najbolj znana uporaba je pri nekaterih slogih klasičnih stebrov, ko je krivulja majhna in se njihov premer zmanjšuje od spodaj navzgor. V helenističnem obdobju so nekateri stebri z entazo valjasti v svojem spodnjem delu. Nekateri rimski stebri imajo obliko cigare, z najširšo točko nekoliko oddaljeno od baze.
Beseda izhaja iz grške besede εντείνω (enteino), »da se razteza ali napenja«.

## Primeri
Verjetno je bila prva uporaba entaze v gradnji egiptovskih piramid, več pa je te uporabe mogoče opaziti v antičnih grških primerih stebrov, na primer v templjih dorskega sloga v Segesti, Selinuntu, Agrigentu in Pestumu. Manj je bil uporabljen v helenistični arhitekturi in rimski dobi. Rimski templji zgrajeni v teh obdobjih so bili višji od grških, z več in tanjšimi stebri. Kitajski tesarji iz dinastije Song so v letu 1103 sledili modelom Yingzao fashi (Traktat o arhitektonskih metodah ali državnih gradbenih standradih), ki so določali ravne stebre ali entaze na zgornji tretjini trupa.  Arhitekti, kot renesančni mojster Andrea Palladio je entazo tudi uporabljal pri svojih zgradbah.
Entaza je pogosta značilnost zidov inkovskih gradenj in dvojnih podbojev vrat, kjer prav tako delujejo za preprečevanje optične iluzije, da bi naredilo vrata ožja sredi strmine, kot so bila v resnici.
Entazo je mogoče videti tudi v nagnjenih zidovih nekaterih tibetanskih samostanov in trdnjavske arhitekture, prav tako v Butanu. Spodnji del do približno ene tretjine, ima rahlo krivuljo navznoter, višji deli so ravni. Če se gradi celotno steno ravno, se pri nazaj nagnjenih ploskvah zdi, da so izbočene navzven. Primer v Butanu je Dobji Dzong. Ko so nekatere propadle zidove v Punakha Dzong okoli leta 1996 obnovili, se zdi da je bila ta modrost o optičnem dojemanju pozabljena in so zidali naravnost, tako daje zid vtis izbokline.(Chris Butters, avtor The Treasure Revealer of Bhutan, Bibliotheca Himalayica 1995).

## Namen
Zgodnji klasični gradbeniki niso zapustili razlage o svojih razlogih za uporabo entaze, zato obstaja več različnih mnenj glede njenega namena:
Zgodnji in še vedno zelo razširjen pogled, za katerega se je zavzemal Heron je, da entaza popravlja optično iluzijo konkavnosti v stebrih, kot bi jih videlo zmotljivo človeško oko, če ne bi bila opravljena korekcija.  Ta razlaga pa ne pojasni enega znanega primera, Pestum, kjer je entaza tako izrazita, da ustvarja očitno ukrivljenost in ne iluzijo ravnosti.
Nekateri opisi entaz  preprosto pravijo, da je tehnika dodatne oblike uporabljena za bolj primitivne konične stebre, tako da so videti bolj obsežni. Drugi opisi trdijo, da tehnika večinoma ne poudarja stebrov samih temveč neke druge strani ali objekta kot celote. Arhitekturni zgodovinar Vincent Scully iz univerze Yale trdi, da entaza poudarja težo strehe neke stavbe, tako da se ta pritisk lažje porazdeli med stebre. Danski arhitekt Steen Eiler Rasmussen verjame, da ta učinek predstavljal moč s posnemanjem izbokline napete mišice, teorija, ki se dobro sklada z etimologijo besede v grščini »seva«. 
Prav tako so tudi trdili, da je steber kot »zakrnel cikloid«, ki z izboklino v sredini deluje strukturno močnejši, kot je steber, katerega premer se spreminja glede na linearno napredovanje. Vendar pa ni jasno ali so zgodnji Grki to tako razumeli.  Če je prvotno bil stolpcu sklicevanje na palmo je "izboklina" je natančna predstavitev palm deblu